# Выставка (Псковский район)
Вы́ставка — деревня в Карамышевской волости Псковского района Псковской области России.

## География
Расположена в 13 км к востоку от села Карамышево на недалеко от железной дороги Псков — Порхов — Дно; в 35 км к востоку от Пскова.

## Население
| 2000 | 2001 | 2002 | 2010 |
| ---- | ---- | ---- | ---- |
| 103  | →103 | ↗108 | ↘95  |

## История
До 1 января 2010 года деревня была административным центром упразднённой Выставской волости.